# Claudio Cominardi
Claudio Cominardi (Calcinate, 9 décembre 1981) est un homme politique italien.

## Biographie
En 2013, il est élu député de la circonscription Lombardie 2 pour le Mouvement 5 étoiles.